# Jean Mauclère
Jean Mauclère, né le 20 avril 1887 à Paris et mort le 11 mars 1951 à Le Raincy, est un journaliste et écrivain de langue française, plusieurs fois lauréat de l'Institut de France. Il a publié de nombreux romans pour la jeunesse, d'inspiration catholique et patriotique, notamment à la Maison de La Bonne Presse et aux Éditions de Montsouris, ainsi que des ouvrages sur la Lituanie (Sous le ciel pâle de Lithuanie, 1926 ; Contes lithuaniens, 1936), sur la marine (Caravelles au large, 1942) et l'épopée des Forces navales françaises libres (Sous la flamme de guerre, 1946).

## Biographie
Jean-Marie Joseph Mauclère est né le 20 avril 1887 à Paris. Son père Gustave Mauclère, dessinateur industriel, et sa mère Jeanne-Marie Rusch, sans profession, ont des origines champenoise et alsacienne. Son frère Charles, qui sera ingénieur et deviendra le directeur du journal La Croix du dimanche, naît en 1902.
À la suite d’une chute faite très jeune et dont il gardera des séquelles toute sa vie, Jean est invalide jusqu’à l’âge de 15 ans. C’est durant cette période qu’il cultive le goût de la lecture et de l’écriture. Adolescent, il a l’occasion de passer des vacances sur la côte Atlantique. De là sans doute vient sa prédilection pour les aventures maritimes. Très vite, après des études libres en histoire et en langues étrangères, il consacre sa vie exclusivement à l’écriture.
Dès l'âge de 20 ans, il est journaliste et propose ses copies à toutes sortes de journaux : quotidiens locaux et nationaux, revues religieuses, littéraires, militaires, magazines culturels ou touristiques. Son premier livre réunit des poèmes et une pièce de théâtre mais il s’oriente rapidement et plus durablement vers des études à caractère historique et des romans familiaux d’inspiration catholique et patriotique. Pendant la Première Guerre mondiale il est exempté de service militaire mais sitôt le conflit terminé, il est autorisé à embarquer à bord d’un navire de guerre en tant que journaliste observateur. Sa première mission est effectuée en 1919. D'autres suivront jusqu’en 1930. Il voyage également à deux reprises en Lituanie, une première fois en 1925 et une seconde fois en 1930 pour un séjour de 6 semaines.
Durant la Seconde Guerre mondiale, il s’éloigne du journalisme et se tourne notamment vers la littérature de jeunesse. À la Libération le pouvoir gaulliste s’adresse à lui pour rédiger une épopée de la marine libre, en 5 volumes. Pour cela, il recevra du Ministère de la Guerre en 1948 la Légion d’honneur en qualité d’homme de lettres.
Il meurt le 11 mars 1951 à l’hôpital du Raincy des suites d’une très douloureuse décalcification progressive de la colonne vertébrale. Il a toujours vécu avec sa mère et son frère Charles, comme lui célibataire, dans la banlieue Est de Paris, à Gagny, Gargan, Le Raincy puis Villemomble. Il est inhumé au cimetière de Saint-Ouen.